# 秦玘
秦玘（1426年—1481年），字伯玉，順天府薊州人，民籍，明朝政治人物。同進士出身。

## 生平
正統十二年丁卯科順天府鄉試第五十五名。景泰五年（1454年）甲戌科會試第三百二十九名，殿試登進士第三甲第八十七名。丁父艱歸，天順元年始授户部江西司主事，辛巳丁母憂，甲申改光禄寺丞。成化壬辰以九載秩满，進官至光祿寺少卿。辛丑又九載，加正四品祿，仍舊職。生宣德丙午八月二十六日，卒年五十有六。

## 家族
曾祖父秦九成。祖父秦定，曾任鴻臚寺序班。父亲秦諄，曾任巡檢。母李氏，封安人贈宜人。